# Al-Haffah
Al-Haffah (الحفة est une ville située dans le nord-ouest de la Syrie. Elle appartient administrativement au gouvernorat de Lattaquié et est située à 33 kilomètres à l'est de Lattaquié. 
Elle est le centre du district d'Al-Haffah, l'un des quatre districts (mantiqah) du gouvernorat de Lattaquié. 

## Géographie
La ville est située à une altitude moyenne de 310 mètres. 

### Villages du district
- Bab Abdoullah

## Population
La population était de 4 298 habitants en 2004 selon le Bureau central des statistiques (BCS). En additionnant avec les villages environnants elle s'élevait à 23 347 habitants. La population est majoritairement musulmane sunnite (environ 90 %), tandis que les chrétiens constituent environ 10 % de la population. Les deux communautés ont vécu ensemble dans al-Haffah depuis des siècles.  

## Économie
Les habitants vivent principalement de l'agriculture. La ville produit de nombreux types de fruits tels que les oliviers, figuiers, grenadiers, pommiers et les poiriers.